# Iniciativa Feminista (Suècia)
Iniciativa Feminista (Feministiskt initiativ en suec, abreujat com Fi o F!) és un partit polític feminista a Suècia. El partit va ser format (des d'un grup de pressió anterior, del mateix nom) el 2005, i el 9 de setembre de 2005 va anunciar que disputaria les eleccions legislatives sueques de 2006. En aquest plet, van obtenir entorn de 0,68% dels vots, sent el 4% el mínim per obtenir un escó al Riksdag.

## Resultats electorals

### Eleccions legislatives (Riksdag)
| Any  | Vots    | %          | Escons  | +/– | Govern            |
| ---- | ------- | ---------- | ------- | --- | ----------------- |
| 2006 | 37,954  | 0.7 (#9)   | 0 / 349 | Nou | Extraparlamentari |
| 2010 | 24,139  | 0.4 (#10)  | 0 / 349 | =   | Extraparlamentari |
| 2014 | 194,719 | 3.1 (#9)   | 0 / 349 | =   | Extraparlamentari |
| 2018 | 27,717  | 0.4 (#9)   | 0 / 349 | =   | Extraparlamentari |
| 2022 | 3,157   | 0.05 (#16) | 0 / 349 | =   | Extraparlamentari |

### Parlament Europeu
| Any  | Líder          | Vots                  | %                     | Escons | +/– | Grup |
| 2009 | Gudrun Schyman | 70,434                | 2.22 (#11)            | 0 / 18 | Nou | –    |
| 2014 | Soraya Post    | 204,005               | 5.49 (#9)             | 1 / 20 | 1   | S&D  |
| 2019 | Soraya Post    | 32,143                | 0.77 (#9)             | 0 / 20 | 1   | –    |
| 2024 | Paula Dahlberg | Coalició IF-Vändpunkt | Coalició IF-Vändpunkt | 0 / 21 | =   | –    |